# Sacerdotisa de Hathor

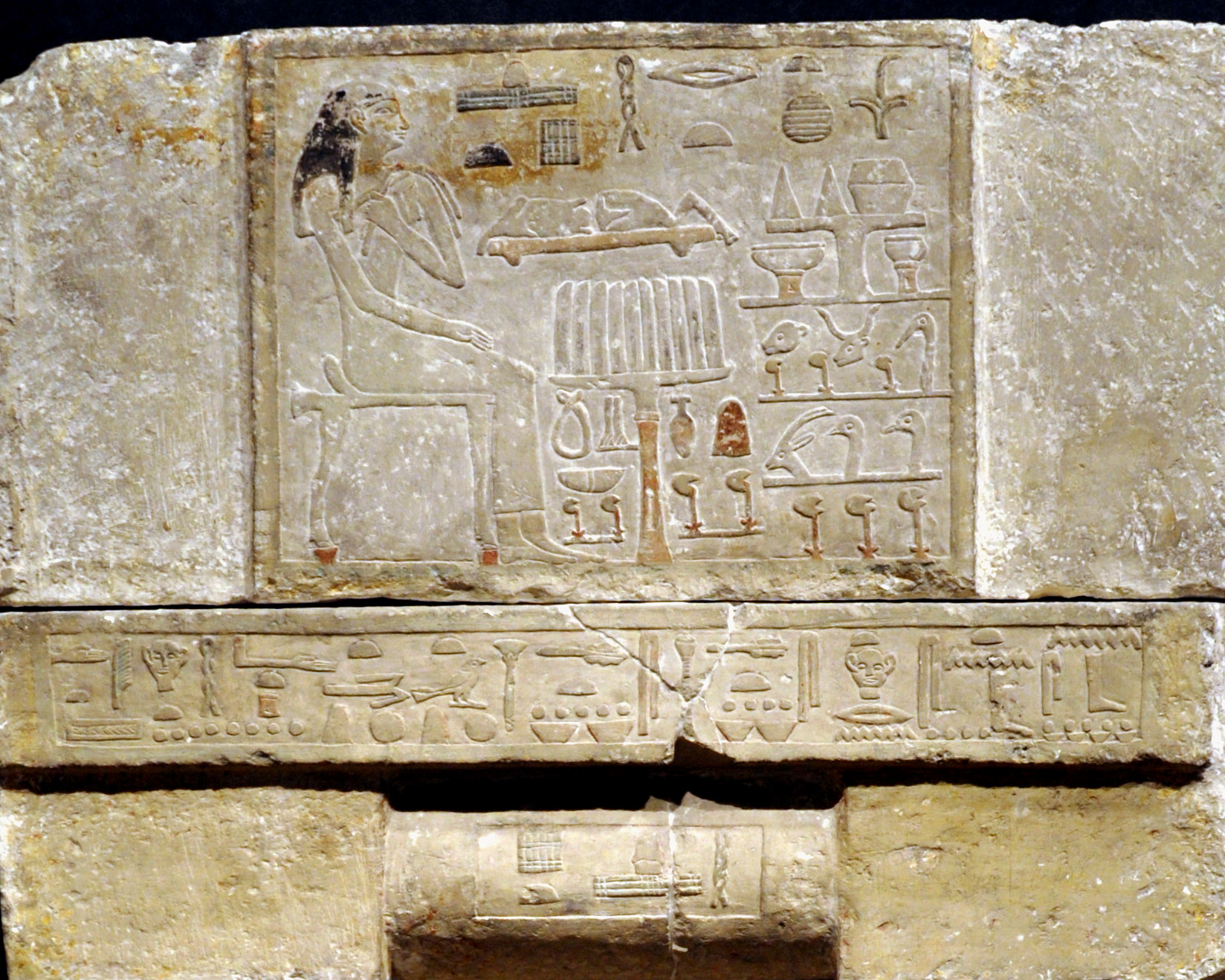
Detalle de la falsa puerta de la mastaba de Hetepet, donde se representa a su propietaria, una sacerdotisa de Hathor de la dinastía V.

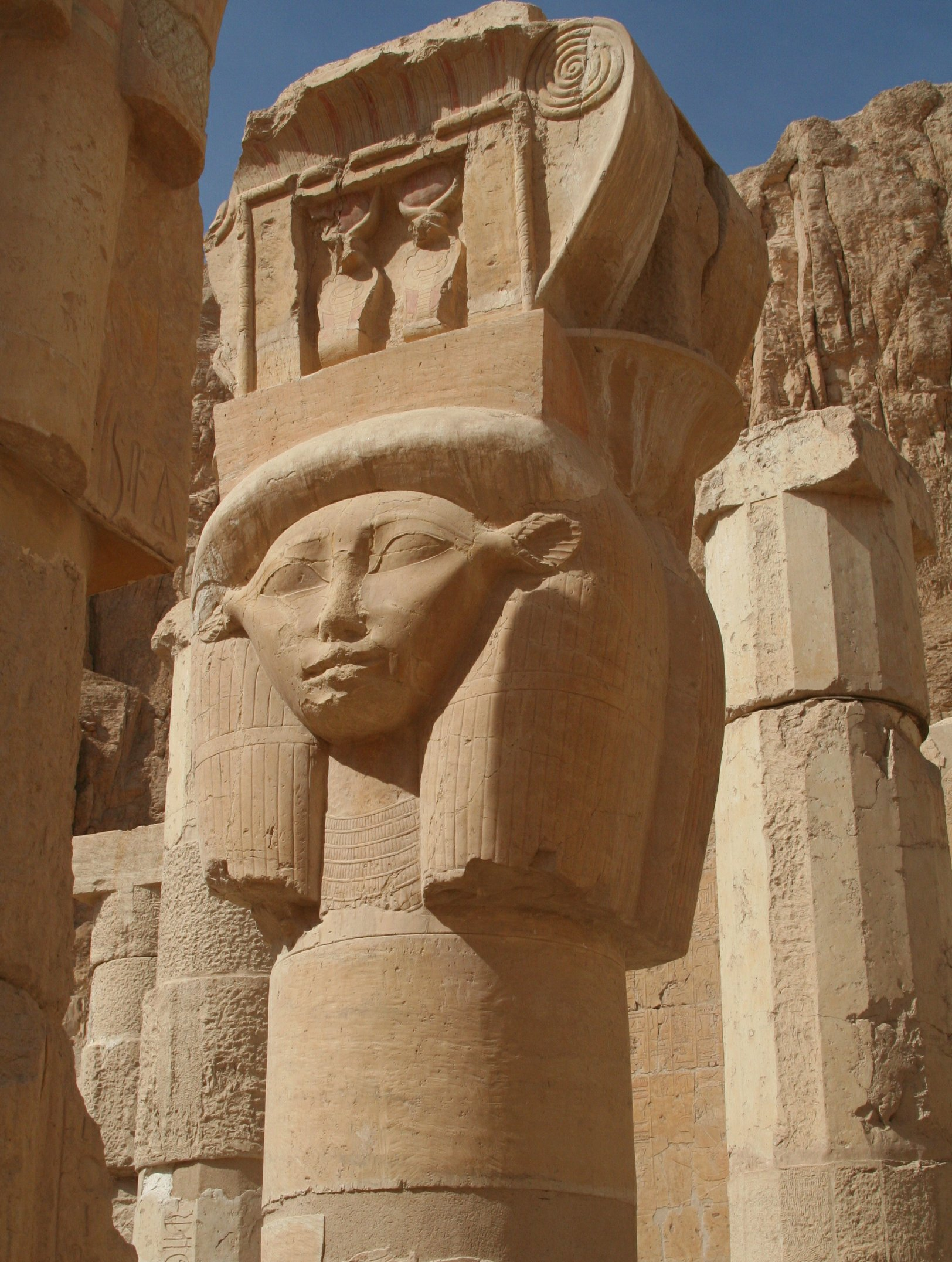
Columna con su cara, Hathor: ḥwt-ḥr, lit. 'Casa de Horus', Griego: Ἁθώρ Hathōr.

Sacerdotisa de Hathor o profetisa de Hathor era el título de la sacerdotisa de la diosa Hathor en el templo de Dendera en el Antiguo Egipto.

## Título
Se sabe que el título se otorgaba ya durante el Reino Antiguo de Egipto, y en ese momento era muy poderoso y prestigioso. Las momias atestiguadas de las sacerdotisas estaban decoradas con un tatuaje religioso que cubría el estómago alrededor del área del útero.
Después del Reino Medio, el título se otorgaba a menudo, de manera irregular, a las mujeres de la familia real, típicamente princesas.

## Historia
El ascenso, la caída y la extinción de las sacerdotisas de Hathor puede verse en la cultura del Antiguo Egipto. Las mujeres que querían llegar a ser socialmente poderosas, generalmente se refugiaban en la religión y alcanzaban el sacerdocio.
La sociedad del Antiguo Egipto tomó el empoderamiento de las mujeres mucho más libremente que, por ejemplo, en la Antigua Grecia y la Antigua Roma. En Egipto se les dio a las mujeres el derecho a su propiedad. Sin embargo, después de convertirse en sacerdotisa, una mujer no solo era vista como una figura importante en la sociedad, sino también como un símbolo viviente de la divinidad.

## Papel
Las sacerdotisas de Hathor eran llamadas hm ntr hthr y eran de las personas más respetadas de Egipto. Pero después del Reino Medio, el título, a menudo, se otorgaba de manera irregular, solo a las mujeres de la familia real, usualmente princesas. Como por ejemplo, a la hija de Ramsés II. Hubo un tiempo en que sus nombres fueron completamente borrados de la historia.
Los egiptólogos han mostrado que en los tiempos más antiguos, solo las mujeres de linaje aristocrático podían ser nombradas para el sacerdocio de Hathor. Eran llamadas Badak-Purohit o Consorte del Dios (Hmt nTr). Realizaban danzas y cantos durante los ritos sagrados. Debido a su menstruación y capacidad para dar a luz, se las consideraba impías, razón por la cual, no podían realizar determinados deberes sagrados, como vestir la imagen sagrada de la deidad.

## Orígenes
La primera mujer en ser mencionada como sacerdotisa de Hathor es Neferhetepes, hija del faraón Dyedefra, de la dinastía IV. Sin embargo, vale la pena mencionar que el nombre de la diosa Hathor no se encuentra, como tal, en la historia anterior de Egipto.